# Membranòfon

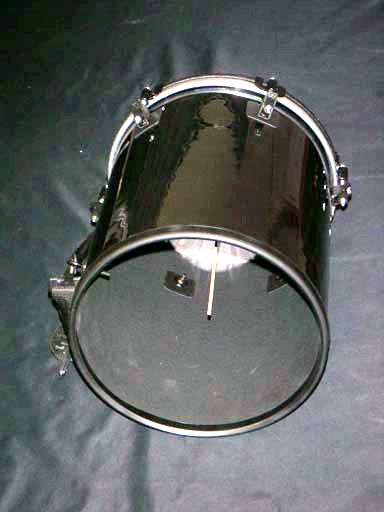
Una cuica és una mena de tambor de fricció

Els membranòfons són aquells instruments musicals que, en la classificació de Sachs-Hornbostel, produeixen el so mitjançant la vibració d'una o més membranes tenses, normalment col·locades sobre un ressonador.
Es classifiquen, en primer lloc, segons la manera com les membranes entren en vibració. La majoria dels membranòfons són percudits, ja siga amb les mans o amb baquetes; per això els membranòfons normalment s'associen als instruments de percussió. Alguns, però, són fregats com el cas de la simbomba, i altres vibren per simpatia amb la veu humana, com el kazoo. Alguns dels que són percudits, també tenen una o més cordes tenses, anomenades bordons, en contacte amb la membrana, de manera que la vibració de la membrana es transmet a la corda, com en el cas de la caixa
Els instruments membranòfons percudits, anomenats genèricament tambors es classifiquen segons si tenen una o dues membranes, segons si es percudeixen amb la mà o amb baquetes, segons la forma del ressonador, i segons si produeixen notes concretes -instruments de so determinat- o no -instruments de so indeterminat-.

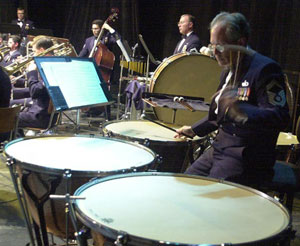
Un timbal és una espècie de tambor de calderes

Pel que fa a la forma del ressonador, pot ser:
- Cilíndric, normalment amb dues membranes, com en el cas del tamborí.
- Semiesfèric: Per exemple les timbales (són els únics capaços de produir sons determinats
- De Rellotge de sorra. Per exemple el kalengo
- De Copa. Per exemple el darbuka
- De cèrcol o de marc. Per exemple el panderoEls mirlitons, com el kazoo de la imatge, són una classe especial de membranòfon, i és l'única classe que no consta de tambors veritables

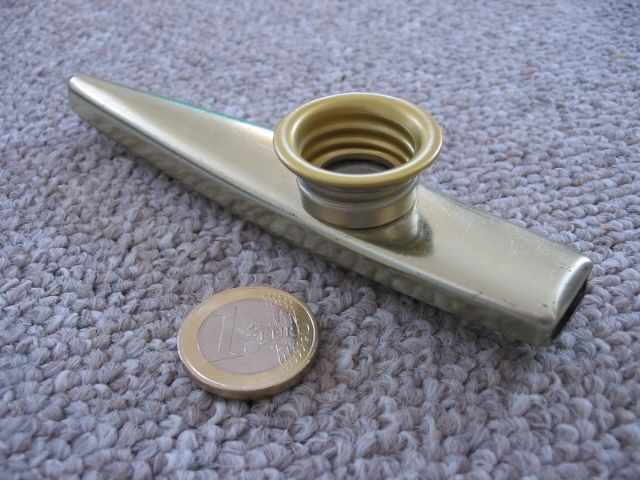
Els mirlitons, com el kazoo de la imatge, són una classe especial de membranòfon, i és l'única classe que no consta de tambors veritables